# 84 (серия домов)
111-84 (серия домов) — советский проект панельных домов индустриального домостроения. Этажность — 4,5,9. Квартиры — 1,2,3,4,5 комнатные
Производитель — местные ЗЖБИ. Годы строительства — с 1970х гг. по настоящее время.
Серия распространена в таких городах как Припять, Норильск, Нижнекамск, Альметьевск, Чистополь, Набережные Челны, Казань, Ижевск, Сарапул, Ярцево. 
В Санкт-Петербурге к 84 серии домов относится лишь панельная девятиэтажка по адресу проспект Большевиков, 43, стиль которого классифицируется как сталинский неокласицизм. 
Серия 111-84 разработана ЦНИИЭП жилища в 1971 году (архитекторы В. Дзедушицкий, Е. Иохелес, Д. Федулов, инженеры О. Зобин, Л. Фролова) на основании серии 60. В 1974 году на основе 84 серии появились проекты домов 137 серии.